# 洛克條件

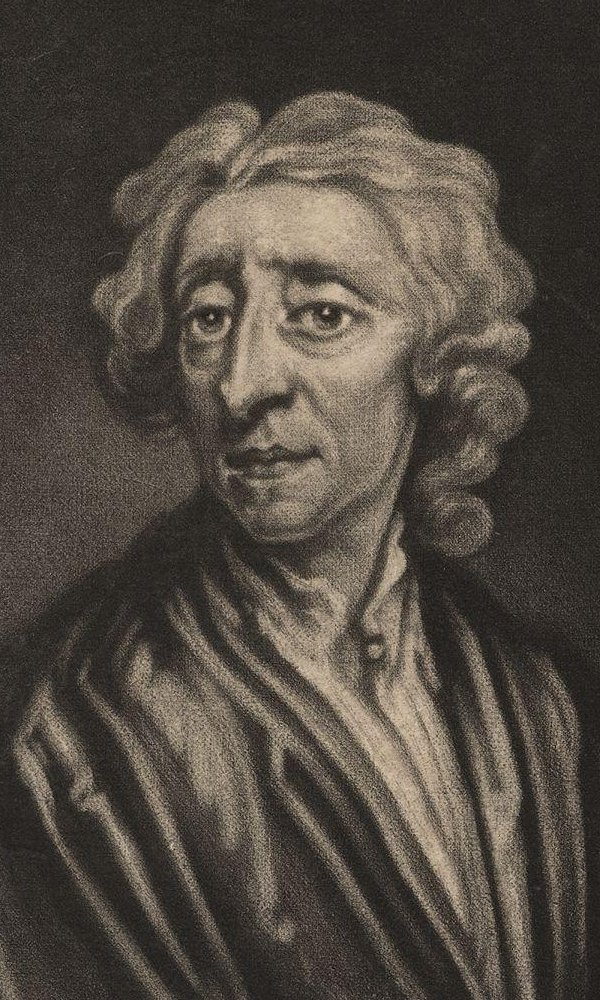
约翰·洛克

洛克条件是從约翰·洛克的财产劳动理论當中提出，此條件規定，儘管個人有權通過工作獲得私人財產，但他們只能“至少在有足夠和良好的環境下，把財產留給他人”。

## 洛克的表述
Nor was this appropriation of any parcel of land, by improving it, any prejudice to any other man, since there was still enough, and as good left; and more than the yet unprovided could use. So that, in effect, there was never the less left for others because of his enclosure for himself: for he that leaves as much as another can make use of, does as good as take nothing at all. No body could think himself injured by the drinking of another man, though he took a good draught, who had a whole river of the same water left him to quench his thirst: and the case of land and water, where there is enough of both, is perfectly the same.

这种对任何一块土地的占用，通过改进它，对任何其他人都没有任何偏见，因为仍然有足够的和一样好的剩余，而且比尚未提供的人可以使用的还要多。因此，实际上，由于他对自己的封闭，给别人留下的东西从来没有少过。因为他尽可能地留下别人可以使用的东西，就像什么都不拿一样。没有人会认为自己因喝了另一个人而受伤，尽管他喝了一大口水，他有一整条河的水让他解渴。土地和水的情况，两者都足够了，完全一样。——约翰·洛克, 政府论第二篇,第五章第 33 段

## 总览
美國自由意志主义政治哲学家罗伯特·诺齐克在《无政府状态，州和乌托邦》提出了“ 洛克條件”一词。 它基于约翰·洛克在他的《政府論》阐述的思想，即自我所有权使一个人可以自由地将其劳动与自然资源相结合，将公有制財產转化为私有制财产。洛克得出结论，人们需要保护自己用于居住的资源，这是自然权利。诺齐克利用这个想法形成了他的洛克条款，该条款管理着社会最初对财产的获取，但是为了使他对财产擁有权的观念扎根并变得有说服力，他设计了一個标准来确定什么使财产获取才是正当的：「尽管每次侵占财产都减损了他人的财产权利，但只要它不会使任何人的状况比没有私有财产的情况更糟，還是可以接受的。」這就是洛克條件。
洛克条件已被乔治主义和社会主义用来指控土地私有是非法的。 在喬治主義中，只有将市场租金支付给相关社区，才可以拥有土地。如果一块土地的租金为正，则意味着没有质量类似的土地可供其他人免费使用。
现代奥地利經濟学派的自由主义者和穆雷·罗斯巴德等无政府资本主义传统接受了洛克关于财产的其他观点，同时拒绝了洛克条件。
法国研究员Ai-Thu Dang批评了诺齐克对洛克条件的理解，称他贬低了洛克條件的含义。 

## 參看
- 經濟學
- 政治學
- 政治經濟學